# Biblia Hebraica de Perpinyà
La Bíblia Hebraica de Perpinyà és una biblia hebraica catalana escrita a Perpinyà el 1299. Actualment es troba a la Biblioteca Nacional de França, a París.
Es tracta d'una tanakh escrita en hebreu per jueus catalans al final del segle xiii. Segons consta en el propi exemplar, fou escrita l'any 1299 a Perpinyà per Salomó ben Rafael per a ús personal.
Després de l'expulsió dels jueus, possiblement l'obra va passar per Itàlia, però no la retrobem documentada fins a principi del segle XVII a Istanbul, propietat de Achille de Harlay de Sancy, ambaixador francès a la ciutat. L'any 1618 Harlay de Sancy la portà a París i el 1620 la donà a la Biblioteca de l'Oratori de Nostre Senyor. D'aquí passà a l'oratori del Louvre i finalment a formar part de les col·leccions de la Biblioteca Nacional de França.
L'exemplar és un còdex de pergamí de 1299 fulls, i inclou els llibres de la bíblia hebrea. També inclou nombroses il·lustracions, on destaquen les miniatures amb tots els aparells del Temple, inclosa la Menorà.